# Jalal al-Din Mankubirni
Jalāl al-Dīn Mankūbirnī (o Ǧalāluddīn) Mankūbirnī, o Mengü Berti, Mankobirti, Mängübirti o Mangburni (in persiano جلال الدين منكبرتي‎, Jalāl al-Dīn Mengubertī, in arabo جلال الدين ﻣﻨﻜﻮﺑﺮﻧﻲ‎?, Jalāl al-Dīn Mankūbirnī) (1199 – 15 agosto 1231) è stato un sovrano turkmeno, e fu l'ultimo sovrano corasmio del grande Khwārazm-Shah.

## Biografia
Alla morte del padre ʿAlāʾ al-Dīn Muhammad su un'isola del mar Caspio (dicembre 1220), Jalāl al-Dīn Mankubirni assunse il semplice titolo di Sultano e radunò le sue truppe a Ghazna (antico nome di Ghaznī), dove Gengis Khan lo raggiunse con le sue orde mongole.
L'anno seguente, Jalāl al-Dīn riuscì a sbaragliare alcuni reggimenti mongoli, comandati da Chigi-Kutuku Noyan, a Pervan (nord di Kabul). Ma i signori corasmi si divisero di nuovo. Jalāl al-Dīn abbandonò Ghazna, sua ultima roccaforte, e fu battuto il 24 novembre 1221 presso Nesawi. Dopo aver fatto sopprimere la propria sposa preferita e i propri figli, abbandonò il suo tesoro e fuggì verso l'Indo per mettersi sotto la protezione del Sultano di Delhi, Īltumish (dicembre 1221). Qui trascorse tre anni in esilio, prima di essere costretto a tornare in Persia.
La vittoria di Pervan, che aveva distrutto il mito dell'invincibilità dei Mongoli, fece esplodere la rivolta fra la popolazione di Herat (allora facente parte del Khorasan), che massacrò la guarnigione mongola (novembre 1221). La città sarà riconquistata da Aldjigidaï sulla via di ritorno dalle Indie, al termine d'un assedio protrattosi per sei mesi (14 giugno 1222).
Nel 1224, Jalāl al-Dīn, cacciato da Delhi per aver complottato contro il suo ospitante, rientrò in Iran dove riprese il possesso dell'eredità paterna combattendo verso ovest. Nel Khorasan e l'Afghanistan, spopolati dall'invasione mongola, questi ultimi non avevano installato guarnigioni nelle fortezze conquistate. Jalāl al-Dīn riuscì a farsi riconoscere Sultano dai governatori selgiuchidi del Kirmān e del Fārs, in seguito attaccò l'Azerbaigian, conquistò Tabriz e detronizzò il suo sovrano uzbeko. Jalāl al-Dīn, dopo essersi fatto proclamare sovrano dell'Azerbaijan, invase la Georgia e sconfisse due volte l'esercito georgiano (1225). Occupò Tiflis, distrusse le chiese cristiane e saccheggiò la città (1226).
Nel 1228 divenne padrone del Kirmān, del Fars, d'Isfahan e di Tabriz. Intraprese una guerra contro i paesi musulmani vicini (Califfato abbaside di Baghdad, Sultanato di Rum, Ayyubidi, cui strappa la città di Akhlat). Fu però infine sconfitto dal Sultano selgiuchide di Rūm Kayqubād I che nel 1230 si scontrò con lui a Erzincan, sull'Alto Eufrate, nella battaglia di Yassi Chemen.
Nell'inverno del 1231, per ordine di Ögödei, Chormagan Noyan comandò un esercito di tre tumen (30.000 uomini) contro Jalāl al-Dīn, attraversò rapidamente il Khorasan e marciò sull'Azerbaigian. Jalāl al-Dīn, indebolito dalla disfatta ad opera dei Selgiuchidi del Rūm, abbandonò Tabriz a primavera e fuggì verso il territorio di Moghan e di Arran, alla foce del Kura e dell'Aras, poi a Diyarbakır. Il 15 agosto 1231 venne ucciso da un contadino curdo. Chormagan s'insediò con le sue truppe alla foce del Kura e dell'Aras e vi rimase fino alla morte, nel 1241.